# Te Haroto
Te Haroto  est une communauté rurale située dans le District de Hastings et la région de Hawke's Bay dans l’Île du Nord de la Nouvelle-Zélande.

## Situation
Il est localisé grossièrement à 60 kilomètres au nord-ouest de la cité de Napier et au sud-est de la ville de Taupo sur le trajet de la route State Highway 5 ou route allant de Napier-Taupo .

## Installations
Le centre principal du village siège autour du marae de Te Hāroto. 
«Te Rongopai» est le wharepuni (maison de rencontre) et Piriwiritua est la wharekai (hall de diner) une zone de rassemblement pour l’iwi (tribu) des Ngāti Hineuru (en),.

## Toponymie
Le Ministère de la Culture et du Patrimoine de la Nouvelle-Zélande donne un traduction de "le bassin " pour Te Hāroto.